# Terapia de casal
A Psicologia Conjugal, aconselhamento matrimonial ou terapia de casal é normalmente um tipo de terapia breve e centrado nas soluções. A maioria dos casais completa o tratamento em 20 sessões, embora a média se aproxime das 12 sessões. A terapia conjugal pode ter lugar todas as semanas ou de 15 em 15 dias, dependendo da avaliação inicial do terapeuta e dos objectivos do casal. A terapia conjugal é bem sucedida quando ambos os parceiros estão igualmente empenhados em encontrar soluções para os problemas conjugais e dispostos a trabalhar individualmente e em conjunto.
A terapia de casal é o método mais aceite para reduzir a angústia e melhorar a qualidade da relação. Além disso, quer como intervenção autónoma, quer em conjunto com outros formatos de tratamento, as intervenções baseadas no casal têm obtido um apoio empírico considerável para a sua eficácia na abordagem de um vasto espectro de disfunções relacionais específicas, bem como de problemas individuais de saúde emocional e física. Destacamos a convergência de métodos através de factores comuns, estratégias partilhadas e disposições notavelmente semelhantes entre abordagens. A nossa análise também aponta para as principais diferenças entre as abordagens, para a importância de reconhecer os respectivos pontos fortes e as limitações associadas a essas diferenças, e para a necessidade de aproveitar as diferenças entre os modelos ao seleccionar e adaptar as intervenções para um determinado casal. A discussão conclui com uma consideração das tendências recentes no campo, incluindo o impacto da telessaúde e das tecnologias digitais relacionadas, a expansão de tratamentos específicos para problemas específicos e populações diversas, a interface da terapia de casal com a educação da relação e os desafios persistentes, bem como as novas oportunidades que abordam dinâmicas sistémicas e globais mais amplas.
A terapia de casal surgiu como uma forma de terapia importante e amplamente divulgada. Embora tenha havido uma época em que a terapia de casal era, na maior parte das vezes, uma reflexão tardia sobre psicoterapia e aconselhamento, consistindo principalmente em métodos derivados da terapia individual ou familiar e adaptados aos casais, a terapia de casal evoluiu para uma forma de tratamento que se destaca, é amplamente praticada e tem os seus próprios métodos distintos. O maior estudo internacional sobre psicoterapeutas revelou que 70% dos psicoterapeutas tratam casais. Um inquérito sobre as previsões de psicoterapeutas especialistas sobre as práticas futuras em psicoterapia mostrou que a terapia de casal é o formato com maior probabilidade de crescimento na próxima década e esta projecção parece ter sido confirmada.
Três fatores-chave impulsionaram o desenvolvimento e a adoção generalizada da terapia de casal como uma modalidade terapêutica proeminente. O primeiro é a alta prevalência de angústia de casal. Nos Estados Unidos, 40% a 50% dos primeiros casamentos terminam em divórcio. A nível mundial, em quase todos os países para os quais existem dados disponíveis, as taxas de divórcio aumentaram entre a década de 1970 e o início deste século e o divórcio tornou-se comum mesmo em países onde outrora era raro. Mesmo para aqueles que correm menos risco de se divorciarem, muitas relações de casal passam por períodos de turbulência significativa.
O segundo factor que leva ao aumento do perfil deste conjunto de métodos é o impacto adverso da angústia nas relações sobre o bem-estar emocional e físico dos parceiros adultos e dos seus descendentes. Num inquérito realizado nos Estados Unidos, as causas mais frequentemente citadas para o sofrimento emocional agudo foram os problemas de relacionamento entre casais. Os parceiros em relacionamentos angustiados são significativamente mais propensos a ter um transtorno de humor, transtorno de ansiedade ou transtorno de uso de substâncias e a desenvolver mais problemas de saúde física. Além disso, a angústia do casal tem sido relacionada com uma vasta gama de efeitos deletérios nas crianças, incluindo problemas de saúde mental e física, fraco desempenho académico e uma variedade de outras preocupações.
Um terceiro factor que impulsiona a proeminência da terapia de casal é a evolução de expectativas mais elevadas para a vida de relação. Enquanto antigamente a miséria relacional era simplesmente tolerada, actualmente os casais têm expectativas muito mais elevadas em relação à vida relacional e vêem a terapia de casal como o caminho para melhores relações.

## Terapia de casal: um campo em evolução
A terapia de casal é um campo em constante evolução. Surgiram princípios de terapia de casal que transcendem a orientação teórica, assim como várias abordagens específicas de terapia de casal amplamente divulgadas com o objectivo de reduzir o sofrimento do casal e melhorar a qualidade da relação. Ainda assim, foram desenvolvidas outras intervenções baseadas no casal, direccionadas para problemas específicos do casal ou individuais (por exemplo, agressão do parceiro, infidelidade e depressão) e populações (por exemplo, adultos emergentes, casais LGBTQ e casais de padrastos e madrastas). Embora ainda existam ligações teóricas e técnicas a vários métodos de terapia individual e familiar, o campo agora inclui um conjunto distinto de abordagens proeminentes, baseia-se num enorme corpo de pesquisa básica focada em relacionamentos íntimos e oferece um corpo substancial de evidências empíricas que apoiam a eficácia e a efetividade de seus métodos. Assim, tornou-se bastante claro que uma intervenção eficaz com casais requer o seu próprio conjunto de teorias, abordagens e métodos ancorados na ciência relacional.

### História da terapia de casal
Na sua visão clássica da terapia de casal, Gurman e Fraenkel descreveram as fases de desenvolvimento desta área. Primeiro, no início do século XX, o aconselhamento matrimonial ateórico começou a ser praticado, apresentando uma mistura pragmática de psicoeducação e aconselhamento. Durante esta fase, a maior parte das pessoas que trabalhavam com casais não se autodenominavam psicoterapeutas e, frequentemente, não viam os cônjuges juntos. A segunda fase do campo, a experimentação psicanalítica, começou nos anos 30, expandindo-se da forma de terapia então predominante, a psicoterapia psicanalítica, para o trabalho com casais. Na sua maioria, os parceiros tendiam a ser vistos separadamente neste tratamento pelo mesmo terapeuta, no que veio a ser chamado de terapia concorrente, embora, eventualmente, este trabalho tenha seguido para o início de terapias conjuntas em que ambos os cônjuges participavam em sessões com um terapeuta. No entanto, Michaelson estimou que, na década de 1940, apenas 5% dos casais eram atendidos conjuntamente e, em meados da década de 1960, esse número só tinha aumentado para cerca de 15%. A terceira fase da terapia de casal resultou do impacto cataclísmico da revolução da terapia familiar nas décadas de 1960 e 1970, em que surgiram vários modelos proeminentes de terapia sistémica que partilhavam a base comum de serem altamente influenciados pela teoria dos sistemas. Subvariações de tais terapias familiares sistémicas centrais como as terapias experiencial, estratégica, estrutural, psicanalítica, intergeracional e comportamental centraram-se nos casais e na terapia de casal. Nestas terapias, com a sua base interaccional, os parceiros eram quase sempre vistos em conjunto.
Através de uma lente diferente, a terapia de casal também evoluiu em relação às influências socioculturais. Dowbiggin descreveu uma mudança histórica na procura de orientação por parte dos casais, principalmente da família e da comunidade, para a procura de ajuda de profissionais de aconselhamento. Sugeriu também que o aconselhamento matrimonial - com a sua ênfase na felicidade pessoal, satisfação sexual e papéis de género mais modernos - se enquadrava e contribuía para o contexto cultural da América de classe média do século XX. Doherty situou de forma semelhante o desenvolvimento da terapia de casal no contexto da vida familiar do século XX, sujeita a factores mais amplos do sistema, como o aumento da taxa de divórcio, o surgimento do feminismo, a explicitação de perspectivas multiculturais e mudanças na visão da cultura americana sobre o casamento.
Na fase mais recente da terapia de casal no século XXI, a terapia de casal emergiu como uma disciplina madura. A terapia de casal passou a incorporar uma ampla gama de tratamentos distintos e uma base de evidências mais forte, tanto na eficácia das terapias quanto em sua fundação no corpo emergente da ciência relacional. A terapia de casal também alargou o seu quadro conceptual para incorporar o feminismo, o multiculturalismo e uma visão mais ampla do género e da sexualidade. Assim, o termo "casal" refere-se agora a uma diversidade muito mais ampla de casais e, com esta mudança, houve uma actualização da rotulagem de "terapia conjugal" para "terapia de casal". De facto, a evolução contínua da terapia de casal incorpora agora a utilização crescente dos meios de comunicação social e da tecnologia, bem como discussões abertas sobre os direitos LGBTQ, a equidade de género, o racismo, a justiça social, a política, a sexualidade, a individualidade, a liberdade e a identidade de género. Esta era também inclui o florescimento de numerosos métodos integrativos e o desenvolvimento da terapia de casal como um formato para tratar problemas de parceiros individuais.

## A terapia de casal funciona
Revisões e meta-análises afirmam a eficácia da terapia de casal na redução do sofrimento na relação. A terapia de casal cognitivo-comportamental, a terapia de casal comportamental integrativa e a terapia de casal emocionalmente focada têm evidências suficientes para serem consideradas tratamentos específicos bem estabelecidos para o sofrimento no relacionamento. No entanto, de um modo geral, as meta-análises mostram que as terapias comportamentais e não comportamentais têm taxas de impacto semelhantes. A pessoa média que recebe terapia de casal está melhor no final do tratamento do que 70%-80% dos indivíduos que não recebem tratamento - uma taxa de melhoria que rivaliza ou excede as intervenções psicossociais e farmacológicas mais eficazes para perturbações individuais de saúde mental. Uma variedade de tratamentos de casal também obteve evidências que apoiam a sua eficácia para problemas específicos de relacionamento, incluindo dificuldades sexuais, infidelidade e violência por parceiro íntimo. No entanto, há alguma indicação de que a eficácia em contextos clínicos em que os tratamentos não são monitorizados de perto é um pouco inferior à dos ensaios controlados. Além disso, há provas de que, tal como acontece com muitos problemas, o impacto da maioria das terapias de casal se dissipa para cerca de metade dos casais ao longo de vários anos de acompanhamento.
Para além de reduzir as dificuldades gerais ou específicas da relação, existem provas de vários ensaios clínicos que apoiam o impacto benéfico das terapias de casal para preocupações coexistentes de saúde emocional, comportamental e física. Por exemplo, existem provas que apoiam as intervenções baseadas no casal para a depressão ou a ansiedade, o stress pós-traumático e os problemas de álcool de um parceiro adulto. As intervenções baseadas no casal para problemas de saúde física constituem uma aplicação em expansão - começando a surgir evidências que apoiam os benefícios da terapia de casal num amplo espectro de condições, incluindo casais em que um dos parceiros tem cancro, dor crónica, doença cardiovascular, anorexia nervosa ou diabetes tipo 2. Os componentes típicos das intervenções baseadas no casal para problemas individuais de saúde mental e física enfatizam o apoio do parceiro, a melhoria da comunicação e uma maior atenção ao impacto adverso da perturbação na relação do casal. A extensão dos tratamentos baseados no casal a perturbações individuais reflecte um dos desenvolvimentos mais importantes da terapia de casal neste século.

## Fundamento na ciência relacional
Um aspecto importante da terapia de casal contemporânea é a sua forte base na ciência relacional. Considere que a terapia de casal começou como um método de prática antes que houvesse um campo de ciência relacional. De facto, na altura da sua origem, existiam apenas os primórdios mais primitivos da psicologia social. A infusão da ciência relacional na prática tem sido constante e evolutiva.
As primeiras ligações amplamente reconhecidas com a ciência surgiram sob a forma de trazer avaliações de resultados e de eficácia para as terapias de casal. Sem grande surpresa, esses esforços instigaram inicialmente uma reactividade considerável por parte daqueles que evitavam um enfoque em resultados mensuráveis e que praticavam terapias menos frequentemente representadas na literatura de investigação. No contexto histórico, é irónico que Alan Gurman, que defendia uma visão matizada do processo e dos resultados da terapia, tenha sido o principal impulsionador desta ênfase inicial nos resultados, mas mesmo a sua visão matizada levou a uma forte reacção negativa. Hoje em dia, o papel crucial da evidência em relação ao impacto de várias terapias de casal é amplamente aceite. A maioria das terapias de casal começa com o objectivo claro de reduzir a angústia na relação e promover o bem-estar do casal, resultados mensuráveis que podem ser facilmente comparados com as alterações limitadas na satisfação relacional típicas dos casais em condições de controlo sem tratamento.
Em certa medida, a terapia de casal tornou-se mais sólida porque tanto os dados meta-analíticos como as revisões sistemáticas da literatura afirmam o impacto considerável e alargado da terapia de casal e de várias das suas abordagens específicas. A investigação também destaca o impacto da terapia de casal no funcionamento individual, mesmo quando o funcionamento relacional é o foco principal da terapia de casal. Além disso, ao contrário da remissão espontânea de alguns problemas que ocorrem na ausência de tratamento, a investigação demonstra pouca melhoria na satisfação da relação entre casais em dificuldades que não recebem terapia. Os sistemas de saúde mental e outros sistemas de prestação de cuidados de saúde consideram essencial a ligação dos tratamentos baseados em casais a estes resultados claros e mensuráveis.
Ainda mais marcante tem sido a influência da pesquisa básica da ciência relacional na terapia de casal. Enquanto as primeiras formas de terapia de casal apenas se baseavam ocasionalmente no campo emergente da ciência relacional, a maioria das abordagens agora cita a pesquisa básica sobre relacionamentos como parte da base de seus métodos. Aqui estão incluídos tópicos como pesquisas sobre apego, processos de comunicação, trocas de comportamento e ressonância emocional, bem como características de casais com problemas específicos ou de populações específicas. As ligações entre a investigação fundamental e a prática, articuladas por Gottman no final do século XX, serviram de modelo para a incorporação na prática dessa investigação científica fundamental. Após o aparecimento das terapias de casal de base científica, aqueles que promoviam as suas ideias sobre as relações sem explicitarem a base empírica desses conceitos e métodos passaram a ter menos credibilidade (mesmo que, por vezes, continuassem na moda nos meios de comunicação populares). Além disso, com a investigação empírica veio também a capacidade de desconfirmar teorias e até de identificar os efeitos potencialmente nocivos de certas ideias não testadas.

## Ligações à Neurociência
Intimamente ligado à incorporação da ciência relacional na prática tem sido o rápido avanço na última década na integração da neurociência relacional nas abordagens contemporâneas. A maioria dos modelos de terapia de casal desenvolveu-se antes de existir tecnologia para avaliar a função cerebral na vida relacional. No entanto, com a explosão da informação disponível da neurociência em relação ao funcionamento do casal, as terapias de casal começaram a incorporar esta nova e excitante base de conhecimentos. Mais especialmente, a tradução da neurobiologia para o contexto do casal feita por Fishbane teve uma influência considerável, proporcionando uma ponte para que os terapeutas de casal pudessem invocar directamente o trabalho com as vias neurais como parte do seu repertório. Outras aplicações da neurociência tornaram-se uma parte essencial da terapia de casal emocionalmente focada e da terapia do método Gottman, bem como de muitas outras abordagens específicas.
No entanto, aqui há uma ressalva. A neurociência relacional está na sua infância. Os estudos são complexos, com uma infinidade de possíveis neurotransmissores e estruturas cerebrais que podem estar simultaneamente a influenciar e a ser influenciados pelos processos do casal. As metodologias vão desde os instrumentos simples e facilmente disponíveis, como os oxímetros de pulso (um instrumento barato que muitos compraram para monitorizar os efeitos da Covid-19 e que tem utilidade neste caso), até aos muito dispendiosos scanners de fMRI. Ao explorar a literatura e avaliar as alegações feitas sobre as implicações dos resultados para a prática clínica, é vital compreender que os resultados específicos que apoiam uma abordagem podem também apoiar outra, que alguns resultados provêm de um único estudo, mas que todos os resultados da investigação requerem replicação e testes em diversos contextos antes de poderem ser considerados como amplamente aplicáveis, que por vezes são feitas alegações que alargam inadequadamente as correlações para inferir a causalidade e que o conjunto de resultados da neurociência está apenas a começar a produzir um conjunto de conhecimentos baseados em provas que é amplamente aceite.

## Métodos convergentes
Uma das tendências mais proeminentes na terapia de casal é uma convergência emergente e substancial de métodos de intervenção específicos em diferentes abordagens teóricas.

### A terapia de casal é simultaneamente pluralista e integradora
As terapias de casal contemporâneas atravessam muitas vezes as fronteiras das escolas de terapia e das construções teóricas que foram tipicamente identificadas na terapia individual e em iterações anteriores da terapia de casal. Assim, por exemplo, as abordagens cognitivo-comportamentais de casal hoje transcendem o simples foco em cognições e sequências comportamentais, em vez disso, também tocam a emoção, o significado e a experiência inicial. Da mesma forma, enquanto a terapia individual psicanalítica se concentra quase exclusivamente em fatores como transferência, o impacto da experiência precoce e a experiência interior, as variações de terapia de casal dessas abordagens passaram a incluir muitos outros elementos, como o desenvolvimento de habilidades de comunicação. Essa integração resulta da polinização cruzada entre as terapias de casal (ideias sábias são assimiladas em outros modelos), juntamente com as poderosas questões pragmáticas que todo terapeuta de casal enfrenta, independentemente da orientação, como gerenciar interações de raiva em espiral, envolver o parceiro menos investido na terapia, promover uma conexão positiva ou lidar com preocupações comórbidas de saúde física ou emocional individual.
A maioria das abordagens parte de uma base biopsicossocial que inclui diversos aspectos, como a influência da história familiar, cognição, emoção e processos psicológicos internos. Assim, elas exploram vários níveis da experiência humana. Por exemplo, a terapia de casal emocionalmente focada aborda emoções primárias e derivadas subjacentes, mas também o apego. A terapia cognitivo-comportamental aprimorada aborda padrões comportamentais, mas também esquemas relacionais e emoções. A terapia do método Gottman aborda o nível comportamental directo das trocas e um nível muito mais profundo de significado. A terapia sistémica integrativa aborda os vários níveis da experiência humana, desde a troca comportamental até à experiência interior.
As abordagens certamente têm diferenças no quanto enfatizam cada componente, mas a sobreposição é considerável. Por vezes, os autores falam explicitamente das suas abordagens como integrativas, enquanto outros não o fazem; mas independentemente de o fazerem explicitamente ou não, os elementos integrativos estão frequentemente presentes.
Como é que os terapeutas de casal devem pensar e fazer uso destas tendências no sentido de uma expansão tanto dos fenómenos específicos a que as abordagens contemporâneas atendem, como do alargamento dos vários quadros teóricos a partir dos quais estes fenómenos são conceptualizados? Uma abordagem que surgiu durante os anos 70 foi o ecletismo - definido como o empréstimo de técnicas ou constructos específicos sem fidelidade (ou mesmo consideração) pelo enquadramento teórico em que essas técnicas ou constructos estavam originalmente inseridos. No entanto, há riscos no ecletismo - sobretudo a utilização não sistemática ou mesmo contraditória de intervenções específicas, bem como a possibilidade de desmantelar intervenções que dependem dos efeitos sinérgicos de componentes específicos implementados em combinação para a sua eficácia.
Uma alternativa ao ecletismo é o pluralismo - uma abordagem que reconhece a validade e a utilidade de múltiplas perspectivas teóricas e que se baseia em constructos e estratégias de intervenção de todos os modelos teóricos, adaptando as estratégias de intervenção a um determinado caso, em qualquer momento, com base na sua relevância clínica e utilidade potencial. O pluralismo difere do ecletismo na medida em que as intervenções são sempre conceptualizadas a partir de um quadro teórico. Snyder defendeu uma abordagem pluralista da terapia de casal, envolvendo seis níveis que vão desde a fundação da aliança colaborativa e a gestão das crises iniciais, passando pelo reforço da díade do casal e pela promoção de competências de relacionamento relevantes, até à abordagem dos componentes cognitivos e das fontes de desenvolvimento da angústia na relação. O método da paleta terapêutica da terapia de casal apresentado por Fraenkel articula uma abordagem particularmente elegante à prática pluralista.
Na década de 1990, a maioria dos terapeutas passou a se auto-identificar como "integrativa" em vez de "eclética" (mesmo que sua compreensão da diferença possa ter sido limitada). A integração vai para além do pluralismo através da mistura de construções teóricas ou técnicas terapêuticas num sistema ou quadro unificado. Duas linhas de integração envolvem a identificação de factores comuns e de estratégias partilhadas, cada uma das quais é aqui analisada.

#### Factores comuns
Um conjunto de factores comuns está na base da terapia de casal. Estes incluem factores comuns partilhados com a terapia individual, tais como a aliança terapêutica, a instilação de esperança e a atenção ao feedback. Há também um segundo conjunto de factores comuns exclusivos das terapias relacionais que incluem a manutenção de um enquadramento relacional, um estilo de terapia activo, a interrupção de padrões de relacionamento disfuncionais e o apoio a padrões funcionais, e algum esforço para criar uma aliança terapêutica relacional. Embora nem todos os modelos falem explicitamente de factores comuns, a maior parte deles tem em conta esses factores. Por exemplo, é raro encontrar uma abordagem que não inclua uma discussão sobre a criação de uma aliança terapêutica e a atenção às suas complexidades.
Estratégias partilhadas Para além dos factores comuns, existe uma vasta gama de estratégias que tiveram origem numa abordagem e migraram para outras terapias ou que surgiram como importantes vias de intervenção em diferentes abordagens. Por exemplo, a maioria das abordagens esforça-se por promover alguma forma de empatia e compreensão mútuas, alguma forma de negociação entre parceiros, algum envolvimento e foco nos pontos fortes da relação, algum reengajamento afectivo de ligação positiva, alguma compreensão das contribuições individuais para o problema conjunto, e alguma forma de atenção plena ou regulação dos afectos para tornar as interacções baseadas no conflito mais construtivas. As estratégias frequentemente partilhadas incluem o rastreio de padrões, a escuta, o testemunho, a psicoeducação, a promoção da mentalização, a promoção da suavização e a criação de experiências que reforcem a vinculação.
É de salientar que a designação destas estratégias partilhadas pode, muitas vezes, constituir um constrangimento ao reconhecimento de uma base comum. Termos como reestruturação cognitiva, reenquadramento e restabelecimento exemplificam jargões diferentes para intervenções semelhantes em várias abordagens. Ironicamente, apesar de adequadas e fundamentadas na ciência relacional, as palavras que vieram a ser identificadas com teorias específicas, como a vinculação e a diferenciação, acabam muitas vezes por dividir. O jargão convida facilmente a uma Torre de Babel, na qual as semelhanças entre as abordagens não são reconhecidas e as pequenas diferenças nos métodos são acentuadas em detrimento de um terreno comum. (Existem excepções notáveis - por exemplo, a utilização da palavra "suavizar" na terapia de casal centrada na emoção tem sido extremamente útil ao fornecer a palavra perfeita para uma intervenção amplamente reconhecida em diversas abordagens).

### Estrutura das sessões e outras disposições
Tendo em conta as muitas abordagens diferentes da terapia de casal e os diferentes problemas e objectivos para os quais é utilizada, a extensão dos acordos partilhados é bastante notável. Actualmente, a terapia de casal é feita principalmente em conjunto, com um conjunto claro de regras específicas para a comunicação separada com cada um dos parceiros. As sessões têm geralmente a duração de uma hora por semana e a maior parte dos métodos inclui alguma continuidade do processo (por exemplo, trabalhos de casa) entre as sessões. A terapia de casal pode prolongar-se por apenas algumas sessões ou durar anos, mas a maioria dos modelos prevê um processo que dura entre 3 e 12 meses. É surpreendente que, apesar de terem sido desenvolvidos inúmeros métodos destinados a serem conduzidos em períodos de tempo mais curtos ou mais longos (e mesmo na sequência de protocolos de ensaios clínicos aleatórios que, muitas vezes, limitam necessariamente o número de sessões), e com sessões mais curtas ou mais longas, o padrão continua a ser, na sua maioria, o padrão. Se isto é motivado pelo costume, por considerações de custo, como o reembolso do seguro, ou por alguma noção partilhada de que isto é mais eficaz, permanece uma questão em aberto.

### As terapias de casal evoluíram desde as suas origens
Os modelos de terapia de casal surgiram a partir de várias tradições teóricas, cada uma ancorada no seu próprio período de desenvolvimento. No entanto, é da natureza das psicoterapias que, enquanto as teorias e os conceitos perduram frequentemente no tempo, as abordagens específicas não o fazem. Por exemplo, a terapia comportamental conjugal era inicialmente uma abordagem distinta e singular. Esse tratamento original foi largamente suplantado pela terapia de casal cognitivo-comportamental consideravelmente alargada e pela terapia de casal comportamental integrativa. Da mesma forma, as primeiras terapias psicanalíticas foram substituídas pela terapia de casal de relações de objeto e pela terapia de casal baseada na mentalização. E a terapia de Bowen e a terapia contextual foram amplamente suplantadas por uma versão mais ampla e orientada para o apego da terapia intergeracional. Outras terapias iniciais, como a terapia de casal estrutural, experiencial e estratégica, diminuíram agora a sua proeminência, embora ainda tenham um quadro de seguidores dedicados e a sua influência crítica possa ser vista em várias abordagens contemporâneas. Paralelamente, a prática de algumas formas de terapia de casal, como a terapia narrativa, expandiu-se e evoluiu enormemente. E surgiram formas mais recentes de terapia de casal, como a terapia de casal socioculturalmente sintonizada e a terapia de casal de aceitação e compromisso, bem como inúmeras terapias específicas voltadas para questões ou populações específicas.

### Um papel central para a cultura e o género
A terapia de casal começou por ser uma terapia "conjugal" - isto é, com um conjunto fixo de ideias sobre quem constituía o casal (um homem e uma mulher), o seu estatuto legal como casal (casado) e, muitas vezes, com um conjunto estereotipado de expectativas relacionadas com os papéis e outros aspectos da relação. E, nesta perspectiva, a terapia conjugal, sem grande auto-reflexão, falava muitas vezes sobretudo da experiência de americanos e europeus brancos, de classe média e alta. As perspetivas feministas, queer e multiculturais, bem como a disseminação da terapia de casal em todo o mundo, mudaram muito esta perspetiva. A terapia de casal é agora um veículo para ajudar nas relações íntimas entre género, preferência sexual, classe, cultura, raça, etnia e outras facetas da localização social.
Compreender os casais no contexto da cultura, raça, etnia, género, orientação sexual e outros aspectos da localização social que proporcionam às pessoas maiores ou menores privilégios (e maiores ou menores experiências de marginalização e opressão) tornou-se um aspecto essencial da terapia de casal. Além disso, as terapias de casal são mais úteis quando adaptadas a tipos específicos de casais - por exemplo, adaptações para casais LGBTQ e casais de famílias de conjugues de antigas relacoes com filhos, ou descrição das considerações especiais na terapia com casais negros americanos ou casais latinos. Esses insights e práticas não exigem que os clínicos abandonem sua abordagem teórica favorita à terapia de casal, mas apresentam considerações adicionais cruciais no contexto do trabalho com casais de maneira sensível e eficaz.

## Elementos comuns da terapia de casal

### Avaliação
A avaliação de múltiplos domínios (por exemplo, emoções, cognições e comportamentos) em vários níveis do sistema (por exemplo, parceiros individuais, suas relações e contextos familiares e culturais mais amplos) é essencial para seleccionar, adaptar e sequenciar as intervenções de terapia de casal de forma planeada e eficaz. Implícita ou explicitamente, as diferentes abordagens reconhecem universalmente a importância de atender às diferenças individuais na condução de intervenções relevantes. Da mesma forma, quase todas falam da importância de monitorizar tanto o processo como o progresso da terapia, avaliando o impacto de intervenções específicas e revendo a formulação clínica (explícita ou implícita) e o plano de terapia em conformidade.
Dito isto, tanto os modelos teóricos como as aplicações específicas da terapia de casal variam na sua posição filosófica relativamente às abordagens normativas versus idiográficas, na sua defesa de conteúdos ou métodos específicos e nas suas opiniões sobre se a avaliação formal precede necessariamente a intervenção ou se, pelo contrário, evolui organicamente ao longo da terapia. Algumas abordagens defendem uma avaliação meticulosa e a criação de uma formulação explícita do caso e de um plano de tratamento, enquanto outras não o fazem. Algumas abordagens, como a terapia narrativa, evitam explicitamente métodos de avaliação específicos. E entre as abordagens que incorporam propositadamente métodos de avaliação, pode haver uma fase formal de avaliação (por exemplo, um protocolo de quatro sessões que combina reuniões individuais e conjuntas) ou não; da mesma forma, as várias abordagens ou aplicações específicas podem prescrever questionários padronizados ou um conjunto de tarefas de observação ou não.
Relacionado com a avaliação está a especificação de critérios específicos de inclusão ou (mais geralmente) de exclusão para a terapia de casal. A maioria dos modelos de terapia de casal considera a agressividade moderada a grave do parceiro, o abuso activo de álcool ou de outras substâncias, a infidelidade contínua ou os sintomas psicóticos como contra-indicações para a terapia de casal conjunta. No entanto, paradoxalmente, existem tratamentos de casal específicos para estas questões, tais como tratamentos para casais que incluem uma pessoa com uma perturbação por consumo de substâncias ou infidelidade. Uma avaliação cuidadosa facilita a tomada de decisões informadas sobre se algum destes problemas ou outros semelhantes podem ser abordados no âmbito dos modelos teóricos mais gerais da terapia de casal ou se requerem protocolos de intervenção mais especializados, ou se é provável que qualquer terapia de casal não seja útil num caso específico.

### Uma miríade de estratégias de intervenção e de técnicas
Ficamos maravilhados com o conjunto rico e distinto de métodos de intervenção que foram desenvolvidos. Claramente, alguns dos clínicos mais criativos e astutos desenvolveram esta maravilhosa variedade de métodos. Os vários modelos de ajuda aos casais são uma panóplia de ingredientes activos que os terapeutas de casais podem incorporar no tratamento. Dito isto, os terapeutas eficazes apresentam frequentemente formas muito semelhantes de trabalhar em terapia de casal, independentemente das divisões existentes entre as teorias. É evidente que também houve polinização cruzada.

### A visão sistémica: Sequências e ciclos de vulnerabilidade
Uma importante ênfase partilhada por quase todas as terapias de casal reside no rastreio das sequências interpessoais que se desenrolam no processo de desenvolvimento de dificuldades relacionais. Isto revela a influência de entendimentos sistémicos partilhados. Embora certos processos possam estar no interior dos indivíduos, as inevitáveis influências mútuas entre os parceiros definem a compreensão crucial que é fundamental para o tratamento de casais. É da natureza das relações íntimas que os pensamentos, sentimentos e comportamentos dos parceiros se afectem inevitavelmente uns aos outros e à sua relação de uma forma contínua e recursiva.
Estes ciclos são designados de várias formas nas várias abordagens, e o que é visto como a componente interna específica do momento mais importante destes ciclos varia de abordagem para abordagem. Assim, Scheinkman e Fishbane falam do ciclo de vulnerabilidade, enquanto Johnson e colegas se referem, em sua discussão sobre a terapia focada na emoção, às lesões de apego mútuo. Ao descrever a terapia sistémica integrativa, Pinsof et al. referem-se a sequências. Independentemente da forma como estes processos são designados, a sequência central aqui referida envolve um processo interpessoal a vários níveis, no qual os parceiros em sofrimento se afastam um do outro ou disputam agressivamente o controlo, em vez de se envolverem de forma compassiva. Os vários modelos gerais de terapia de casal articulam a forma como estes processos, tal como a ferrugem que corrói os alicerces das pontes, podem corroer a ligação positiva entre os parceiros. Estes modelos de terapia de casal descrevem tanto a forma como os casais podem desenvolver e manter uma ligação amorosa vital, como os processos pelos quais essas ligações diminuem. Do mesmo modo, as terapias de casal orientadas para problemas e questões específicas (por exemplo, perturbação de stress pós-traumático ou sexualidade) realçam a forma como essas questões se entrelaçam no tecido mais amplo do funcionamento individual e relacional.

### Foco pragmático na satisfação da relação
Outro ponto claro de sobreposição reside num duplo enfoque na redução da angústia do casal e na promoção da satisfação da relação. Quase todas as terapias de casal enfatizam intervenções específicas que visam estes dois resultados complementares. Dito isto, os modelos variam na sua ênfase relativa num versus no outro. Por definição, as aplicações baseadas no casal para problemas específicos da relação (por exemplo, agressão ou infidelidade do parceiro) ou problemas individuais (por exemplo, depressão ou perturbações de ansiedade, problemas de álcool e problemas médicos agudos) visam a redução dessas dificuldades, sendo a melhoria da satisfação da relação frequentemente vista como uma das vias mediadoras. Historicamente, muitas terapias de casal têm-se concentrado mais na redução do conflito do que na promoção da intimidade - embora, mais recentemente, aspectos positivos das relações, como o encorajamento da ligação emocional e a partilha de significados, tenham passado a ser mais focados. As teorias do funcionamento do casal e os modelos de intervenção relacionados desempenham um papel fundamental através da sua ênfase diferencial em aspectos específicos das relações, como a vinculação, a mentalização, a aceitação mútua, a resolução de problemas e a comunicação, as narrativas e o género ou a consciência sociocultural.

### Considerações éticas
Os terapeutas de casais de todas as orientações reconhecem um conjunto comum de considerações éticas. Embora as terapias de casal possam discordar sobre qual é a melhor decisão ética numa circunstância específica (por exemplo, se se deve guardar certos segredos - sobretudo sobre comportamentos passados), existe um acordo quase total sobre onde se situam as questões éticas e como pensar sobre essas questões. Assim, as discussões sobre ética na terapia de casal referem-se a quase todas as terapias de casal, independentemente da aplicação específica ou do modelo teórico subjacente. Os terapeutas de casal debatem-se com o mesmo conjunto complexo de dilemas e questões e, na maioria das vezes, chegam a respostas semelhantes sobre questões como a confidencialidade sobre a comunicação privada com um dos parceiros durante a terapia de casal; sobre a identificação de quem é o cliente na terapia e como responder ao desejo de um dos parceiros de deixar a relação; ou sobre como lidar com o risco de violência por parte do parceiro íntimo. Por vezes, existem divergências sobre o que deve ser feito numa determinada circunstância; no entanto, é raro que se apresente uma ideia sobre estas questões sem reconhecer que outros podem ter posições diferentes e sem ter consciência das complexidades envolvidas em determinadas posições. No entanto, devemos lembrar que na prática de um trabalho tão complexo como a terapia de casal, haverá sempre aqueles que são excepções nas suas crenças sobre alguns padrões discutíveis de boa prática.

### Relação com a terapia individual e familiar
Mesmo que a terapia de casal se tenha diferenciado da terapia individual e familiar, também encontrou um lugar para incorporar estas modalidades. Em relação à terapia individual, a maioria dos métodos coexistem e muitas vezes procuram activamente ser melhorados através do trabalho colateral com um parceiro individual. Embora nalguns modelos esse trabalho "individual" possa ser feito dentro do formato de casal, muitos sugerem um papel complementar para a terapia individual concomitante com um terapeuta diferente.
Ironicamente, dadas as suas raízes sistémicas, a terapia familiar concomitante é menos frequentemente mencionada em exposições sobre terapia de casal do que a terapia individual. Algumas abordagens mantêm a fluidez entre a terapia de casal e a terapia familiar (pelo menos na unidade de foco da terapia). As abordagens intergeracionais incluem um foco considerável na família de origem e algumas ainda trazem a família de origem para as sessões de terapia de casal. As considerações dos sistemas familiares focadas nas crianças também se tornam um centro de atenção ao considerar o sofrimento do casal na circunstância especial de trabalhar com casais em que um parceiro se inclina para terminar o relacionamento enquanto o outro quer continuar com ele antes de tomar a decisão de entrar em terapia de casal, onde o impacto nas crianças geralmente surge como um fator importante. Além disso, Wymbs et al. falam sobre o papel do trabalho com casais como parte de uma abordagem multiforme com famílias de jovens com transtorno de déficit de atenção e hiperatividade ou transtornos de comportamento disruptivo. Da mesma forma, em sua discussão sobre terapia com casais com problemas médicos, Rolland e Ruddy e McDaniel descrevem como essa abordagem deriva de uma terapia familiar médica mais ampla. Notavelmente, algumas das formas mais populares de terapia de casal, como a terapia de casal emocionalmente focada, geraram recentemente formas relacionadas de terapia individual e familiar.

### Fases da terapia de casal
Embora existam excepções, a maioria das terapias de casal prevê o início da terapia com uma fase de avaliação e construção da aliança terapêutica, seguida de uma fase de promoção da mudança (por exemplo, redução da angústia do casal e promoção de uma ligação positiva) e, em seguida, uma fase final de terminação e manutenção dos ganhos. Na fase inicial, muitas abordagens incluem uma partilha explícita ou a co-criação da formulação clínica e do plano de tratamento provisório, reflectindo as ênfases emergentes no campo da colaboração e da transparência em todas as fases da terapia de casal.

## Factores de diferença entre as abordagens
Apesar do pragmatismo subjacente e da integração evidente em muitas terapias de casal contemporâneas, as teorias são importantes. Na sua análise seminal de 1978, Alan Gurman enunciou os princípios essenciais do que eram então as principais escolas de terapia de casal: abordagens comportamentais, psicanalíticas e sistémicas. Nesta desconstrução clássica das terapias de casal, Gurman diferenciou as terapias de casal ao longo de quatro dimensões:
1. o papel do passado e do inconsciente;
2. a natureza e o significado dos problemas apresentados e o papel da avaliação;
3. a importância relativa dos objectivos mediadores versus objectivos finais do tratamento; e
4. a natureza dos papéis e funções do terapeuta.

Fraenkel, seguindo uma análise semelhante, destacou que as abordagens diferem em:
1. período de tempo (presente, passado ou futuro),
2. ponto de entrada da mudança (pensamentos, emoções ou comportamento) e
3. grau de diretividade.

É surpreendente (embora talvez não seja surpreendente) que agora, décadas mais tarde, estas facetas-chave das diferenças ainda se apliquem actualmente.
Anteriormente, notámos múltiplas fontes de semelhança entre as terapias de casal - incluindo compreensões sistémicas partilhadas, integração de técnicas específicas entre abordagens (mesmo que reconceptualizadas dentro de um quadro teórico alternativo), o alargamento do foco terapêutico (ou seja, a consideração quase universal de pensamentos, sentimentos e comportamentos) e disposições comuns (por exemplo, a ênfase em sessões conjuntas). Dito isto, embora partilhando elementos fundamentais consideráveis, as terapias de casal no século XXI podem ser diferenciadas ao longo de múltiplas dimensões - incluindo (mas estendendo-se para além) das citadas em análises anteriores - tanto em termos de componentes únicos como da sua ênfase relativa em vários componentes partilhados. A seguir, resumimos algumas das facetas mais importantes e diferenciadoras de várias terapias de casal.

### Os elementos definidores de uma relação bem sucedida
Quais são as características mais essenciais que definem uma relação de casal bem sucedida? Quais são os elementos individuais típicos, os padrões de relacionamento ou as características sistémicas mais amplas que diferenciam os casais saudáveis ou que funcionam bem daqueles que se debatem com problemas ou disfunções? De igual modo, que teoria implícita ou explícita do amor e da ligação está subjacente a um determinado modelo terapêutico? Para alguns, a resposta está no crescimento da amizade do casal; para outros, na ligação; para outros, na forma como os parceiros pensam e sentem a sua relação; para outros, no contexto histórico ou cultural mais alargado; para alguns, na sexualidade; e, para outros ainda, nas necessidades e capacidades intrapsíquicas profundas de ligação. Para alguns, as experiências de pico (e a intensidade da ligação) são realçadas; para outros, a estabilidade e a ordem. Embora actualmente seja típico que vários modelos falem de múltiplos níveis de experiência, as abordagens terapêuticas da terapia de casal tendem a enfatizar uma lente predominante na sua teoria do amor, da ligação e da saúde.

### Quem deve ser incluído na terapia de casal
Como já foi referido, as abordagens contemporâneas tipicamente operacionalizam a terapia de casal como envolvendo exclusivamente sessões conjuntas com dois parceiros da relação. Dito isto, há excepções importantes. Por exemplo, muitos modelos teóricos e aplicações específicas defendem a inclusão de entrevistas individuais durante a avaliação inicial - particularmente como oportunidades para os parceiros discutirem tópicos que talvez ainda não se sintam à vontade para discutir na presença do parceiro (por exemplo, infidelidade, violência entre parceiros íntimos ou considerações sobre divórcio). As políticas específicas para lidar com a comunicação confidencial em tais reuniões individuais também podem variar entre as abordagens. Alguns sugerem a inclusão de sessões individuais durante a terapia de casal como um meio de interromper trocas negativas incessantes e crescentes até que uma melhor auto-regulação possa ser alcançada com os parceiros individuais e, em seguida, incorporar esse trabalho individual nas sessões conjuntas retomadas. Alguns modelos têm limites mais flexíveis sobre quem incluir, com base em quem quer que o terapeuta ou os parceiros considerem potencialmente útil no processo de melhoria da relação. Por exemplo, os membros da família alargada podem ser incluídos ocasionalmente na terapia sistémica integrativa e na terapia de casal intergeracional. Papernow observa que os ex-cônjuges são uma parte permanente da família; portanto, os terapeutas de casal podem precisar incorporar uma intervenção limitada no tempo com os ex-cônjuges para promover uma coparentalidade mais colaborativa entre as famílias. Nas abordagens às relações poliamorosas, pode haver pouca ou nenhuma hierarquia e todas as relações podem ser tratadas como igualmente importantes; nesse contexto, as discussões sobre conflitos entre parceiros, vinculação, segurança, ciúme ou papéis e limites da relação exigem facilmente a reconfiguração da terapia de casal de um contexto diádico para um contexto mais amplo de múltiplos parceiros.
Separado das questões de "quem incluir" está o cenário para o trabalho de casal. A nível pragmático, o local de realização da terapia pode ser influenciado por questões médicas, mobilidade, restrições sistémicas (por exemplo, acesso a cuidados infantis ou transporte) e uma série de preocupações relacionadas. A telessaúde surgiu recentemente como um modo primário para a realização da terapia de casal (ver abaixo). A telessaúde pode reduzir, mas não eliminar, os constrangimentos no acesso, dependendo do acesso e da proficiência na tecnologia relevante. As abordagens à terapia de casal também variam na medida em que consideram que o "trabalho" do casal se estende para além das sessões, para exercícios prescritos ou encenações entre sessões (por exemplo, em casa) e para a utilização de materiais como fichas de trabalho ou textos auxiliares.

### O papel do terapeuta
O papel do terapeuta de casal representa um aspecto da terapia sobre o qual existe um debate considerável. Certamente, todos reconhecem o terapeuta como uma parte vital de um sistema com o casal, e todos acentuam a importância da aliança e da colaboração. Dito isto, os vários modelos diferem na forma como consideram a posição do terapeuta em relação a ambos os parceiros e os papéis que idealmente desempenham.

##### Influências no processo terapêutico
Embora as várias abordagens à terapia de casal reconheçam universalmente a importância da aliança terapêutica como um factor comum, diferem consideravelmente na forma como imaginam o terapeuta a influenciar (e a ser influenciado por) o processo terapêutico. Houve uma época em que a terapia de casal consistia, em grande parte, no facto de os terapeutas assumirem o papel de especialistas em ensinar os parceiros sobre como procurar uma relação mais funcional. Embora este papel instrutivo do terapeuta continue a ser um fio condutor no trabalho de várias abordagens (como a terapia de casal cognitivo-comportamental e a terapia do método Gottman), bem como nas aplicações da terapia de casal a questões relacionais específicas ou a problemas individuais, de uma forma mais geral, o campo passou de relações hierárquicas terapeuta-casal para uma postura muito mais colaborativa. Por exemplo, alguns modelos de terapia de casal, como o focado na solução, a narrativa e a paleta terapêutica, enfatizam a co-construção colaborativa do terapeuta e do casal dos objectivos e estratégias de tratamento, durante a qual o terapeuta participa como um "companheiro de viagem" que facilita a realização dos parceiros dos seus próprios objectivos e caminhos únicos para os alcançar. A maioria das abordagens situa-se algures a meio caminho do continuum entre o guia especializado e o companheiro de viagem.

##### Atenção ao "eu" do terapeuta
As terapias de casal também variam quanto à atenção que dão ao "Eu" do terapeuta como componente integral do processo terapêutico. Nesta perspetiva, os terapeutas precisam de procurar estar atentos aos seus próprios pensamentos e emoções, memórias, valores e pressupostos implícitos ou preconceitos para se basearem nas suas experiências passadas e presentes na relação e intervenção com os casais. Alguns modelos enfatizam essa autoconsciência como um componente central essencial de uma terapia eficaz - por exemplo, terapia de casal socioculturalmente sintonizada e terapia de casal de relações de objeto, bem como terapias de casal adaptadas a populações onde as questões de identidade são frequentemente centrais, como casais LBGTQ e casais de contextos culturais étnicos ou raciais específicos.
Notavelmente, as abordagens que outrora enfatizavam mais centralmente o "Eu"do terapeuta e a auto-revelação do terapeuta (por exemplo, a terapia simbólico-experiencial de Whitaker) agora desempenham um papel menos proeminente na terapia de casal. É também notável que, enquanto muitos dos primeiros modelos apelavam explicitamente aos terapeutas em formação para participarem eles próprios na terapia de casal, não conseguimos localizar escritos recentes especificamente sobre terapia de casal que o façam, apesar do seu óbvio valor potencial.
Algumas abordagens encorajam a auto-revelação do terapeuta, enquanto muitas outras não o fazem. A maioria dos modelos deixa em aberto a possibilidade sem ser explícita sobre as directrizes para a auto-revelação. No entanto, transcendendo estas diferenças, a maior parte das abordagens encoraja os terapeutas a reconhecerem e a aproveitarem as suas próprias experiências subjectivas durante o processo terapêutico (por exemplo, sentimentos de empatia, irritação ou aborrecimento) como informação importante sobre o conteúdo e o processo das interacções com o casal ou entre os próprios parceiros.

##### Níveis e enfoque das intervenções
Por definição, as terapias de casal centram-se na díade do casal e, na sua maioria, no equilíbrio subjectivo agregado da angústia e do bem-estar do casal. No entanto, dentro deste quadro geral, as abordagens variam consideravelmente na sua consideração de múltiplos níveis do sistema, incluindo características individuais dos parceiros, aspectos da família alargada e o contexto socioecológico mais amplo. As abordagens também variam na sua ênfase relativa nas emoções, cognições e comportamentos - e na lente explicativa ou conceptual através da qual cada um deles é entendido. E há diferenças marcantes na ordem de intervenção, mesmo quando há uma base comum de estratégias. Por exemplo, a terapia sistémica integrativa sugere que se lide primeiro com os aspectos orientados para a acção da relação, enquanto a terapia de casal comportamental integrativa acentua primeiro a aceitação e a abordagem integrativa de Nielsen dá prioridade à compreensão das questões subjacentes à relação.

###### Níveis de intervenção
As abordagens contemporâneas à terapia de casal partilham todas uma perspectiva sistémica, mas com diferentes pontos de ênfase. Nalgumas, há um maior enfoque nos processos individuais. Por exemplo, na terapia das relações de objeto e nas abordagens intergeracionais à terapia de casal, as vulnerabilidades duradouras e predisponentes dos parceiros individuais, enraizadas nas suas respetivas histórias familiares e de relacionamento anterior, constituem o substrato fundamental a partir do qual evoluem as vulnerabilidades interativas, as perceções próprias e do parceiro e as disposições de resposta exageradas. Em contrapartida, outras terapias centram-se menos nos parceiros individuais e mais nas sequências de interacção. Outras ainda colocam maior ênfase nos factores contextuais como influências que contribuem ou perpetuam o sofrimento ou a disfunção do casal. Nesta perspectiva, influências como a pobreza sistémica, o racismo ou o preconceito heterossexista e cisgénero não só moderam o desenvolvimento ou o tratamento da angústia do casal - contribuem directamente para ela e, por conseguinte, constituem um foco central do tratamento.
Além disso, as várias abordagens podem visar problemas individuais, problemas relacionais, influências sistémicas mais amplas ou qualquer combinação destes - quer na sua formulação teórica subjacente, quer na sua aplicação específica (como na aplicação da terapia cognitivo-comportamental de casal a perturbações individuais).

###### Foco da intervenção
Da mesma forma, as terapias de casal contemporâneas variam no seu foco relativo em áreas específicas de conteúdo, independentemente do nível do sistema de intervenção. Quase todas reconhecem as interacções entre pensamentos, sentimentos e comportamentos, mas as suas ênfases num ou noutro destes domínios diferem consideravelmente. Até mesmo a rotulagem das abordagens reflecte estas diferenças - por exemplo, a designação de terapia cognitivo-comportamental versus terapia de casal centrada nas emoções. Além disso, existe uma discussão, mesmo entre abordagens que visam múltiplas dimensões da experiência, sobre como a sequência ideal para lidar com elas deve proceder. Por exemplo, alguns sugerem que o comportamento deve ser abordado em primeiro lugar (por exemplo, terapia sistémica integrativa), enquanto outros enfatizam inicialmente processos como a vinculação (por exemplo, como na terapia de casal emocionalmente focada) ou a aceitação (por exemplo, como na terapia de casal integrativa-comportamental). Além disso, os parceiros podem ser encorajados a prestar atenção principalmente às experiências subjectivas do outro (por ex., para promover a consciência empática e a adesão) ou, em vez disso, a procurar a atenção dos seus próprios pensamentos e sentimentos, uma vez que estes influenciam as trocas relacionais (por ex., como na terapia de casal de aceitação e compromisso).
O conteúdo das intervenções também é influenciado pela atenção diferencial das abordagens aos níveis de consciência relacionados com os pensamentos e sentimentos subjectivos. Por exemplo, as expectativas dos parceiros em relação a si próprios e ao outro podem residir bem dentro da consciência, podem estar fora da consciência imediata, mas revelarem-se acessíveis com uma orientação modesta de um quadro cognitivo, ou podem depender de técnicas mais típicas de várias abordagens psicodinâmicas para descobrir processos internos latentes e explicar a sua influência na relação actual. O trabalho de Sager sobre essas "forças ocultas" nas relações de casal e o seu impacto nos contratos implícitos e explícitos (e nos seus graus de congruência ou discordância), ofereceu uma explicação influente dos níveis de consciência relacionados com as diferentes abordagens de intervenção e fornece uma lente útil para informar essas considerações.
As várias abordagens à terapia de casal também diferem consideravelmente em suas ênfases relativas à mudança evidente (por exemplo, terapia de casal cognitivo-comportamental e focada em soluções) versus aceitação (por exemplo, terapia de casal comportamental integrativa). De forma notável, mesmo entre as terapias que enfatizam a aceitação, as abordagens variam na forma como conceptualizam e promovem este resultado. Por exemplo, na terapia comportamental integrativa de casais, a aceitação é procurada através de intervenções específicas que promovem a união empática (mudança emocional) e o distanciamento unificado (mudança cognitiva) como uma alternativa (ou precursora) às intervenções que visam a mudança comportamental. Na terapia de aceitação e compromisso, os parceiros são encorajados a vivenciar experiências internas desconfortáveis e a tolerar a sua presença, em vez de tentarem controlá-las, para que possam afectar o seu tempo, energia e atenção de forma mais satisfatória. Nas várias abordagens psicodinâmicas e multigeracionais, a aceitação dos parceiros evolui a partir de mudanças na compreensão das suas próprias histórias de desenvolvimento e das vulnerabilidades associadas - ou seja, através de interpretações ou significados mais compassivos dos parceiros (e, portanto, sentimentos relacionados) ligados a comportamentos específicos ou sequências de interacção.

###### Mecanismos presumidos de mudança
Intimamente relacionados com os níveis e o foco das intervenções estão os princípios teóricos subjacentes das várias abordagens relativamente aos mecanismos de mudança. Para além da ênfase comum na aliança terapêutica, a maioria das abordagens dá prioridade à resolução de crises incapacitantes individuais ou de relacionamento. No entanto, para além destas intervenções de "estabilização" inicial partilhadas, os preceitos teóricos das várias abordagens orientam a selecção, a sequência e até o ritmo de intervenções específicas. Alguns modelos, por exemplo, dão prioridade à mudança de comportamento (ou soluções de problemas) como via mediadora para promover os pensamentos e sentimentos positivos dos parceiros um pelo outro. Outros dão prioridade a intervenções destinadas a alterar os pensamentos dos parceiros uns em relação aos outros - incluindo as interpretações ou o significado que dão aos acontecimentos relacionais (explícitos ou implícitos) - como via mediadora para reduzir o afecto negativo derivado do significado subjectivo e, ao reduzir a negatividade subjectiva, promover assim trocas mais positivas. E ainda outras abordagens dão prioridade a intervenções destinadas a promover a ligação emocional (por exemplo, através da expressão emocional vulnerável e da resposta empática) ou a aceitação (por exemplo, a tolerância às diferenças inevitáveis). A partir de qualquer uma das abordagens pluralistas ou integrativas, o terapeuta pode seleccionar intervenções específicas de todos os modelos teóricos, com base no seu presumível mecanismo de mudança e em congruência com a formulação do caso.

### O quadro temporal das intervenções
Qual a importância da exploração das histórias individuais e partilhadas dos parceiros? Algumas abordagens, como as intergeracionais, estão totalmente ancoradas no passado e podem começar com genogramas como método de avaliação e intervenção. Outras, como a terapia focada em soluções, são quase exclusivamente focadas no presente. A maioria das terapias de casal contemporâneas incorpora a atenção às influências distais (históricas) e mais proximais (recentes ou actuais), embora muitas vezes em diferentes graus ou em diferentes sequências. Por exemplo, na abordagem pluralista de Snyder, as influências desenvolvimentais só são procuradas depois de intervenções mais estruturais ou cognitivo-comportamentais não conseguirem alcançar os resultados desejados. Além disso, em várias abordagens integrativas ou modelos teóricos específicos que assimilam técnicas particulares de abordagens alternativas, a rotulagem de técnicas ou a sua interpretação através de uma lente teórica particular pode obscurecer semelhanças na sua aplicação (por exemplo, identificar identificações projectivas na terapia de relações de objectos, lesões de vinculação na terapia emocionalmente focada, ou disposições de resposta perceptivas e comportamentais adquiridas na terapia cognitivo-comportamental de casal).

### Abordagens manualizadas versus abordagens improvisadas
As terapias de casal contemporâneas variam no seu nível de estruturação. Algumas terapias são altamente improvisacionais; Fraenkel, por exemplo, até nomeia a improvisação como um aspecto central da terapia. Outras são muito mais prescritivas em relação à sequência e ao conteúdo geral das intervenções - por exemplo, terapia de casal para agressão do parceiro ou infidelidade. Algumas abordagens - por exemplo, a terapia pelo método de Gottman e a terapia de Papernow para casais de padrastos e madrastas propõem objectivos específicos de intervenção e métodos para atingir esses objectivos, embora a sequência e o número de sessões dedicadas a cada objectivo possam ser adaptados a aspectos dos parceiros individuais e da sua relação. As aplicações da terapia de casal a problemas individuais, como a perturbação de stress pós-traumático ou o abuso de álcool, à semelhança das suas contrapartidas cognitivo-comportamentais na terapia individual, tendem a ser mais estruturadas ou manualizadas - muitas vezes com uma sequência específica e um "currículo" prescrito que detalha sessões específicas.

### Duração da terapia e objectivos intermédios versus objectivos finais
A terapia de casal pode ser aberta ou limitada no tempo. A terapia de casal focada na solução ancora este continuum através do seu foco explícito em intervenções breves que visam problemas circunscritos. Outras terapias de casal, de todas as variedades, podem passar a ter encontros contínuos ao longo de muitos anos, reflectindo potencialmente uma transição de intervenções iniciais que promovem competências específicas de relacionamento para uma ênfase subsequente no crescimento individual dos parceiros no âmbito de uma estrutura conjunta. A maior parte das terapias de casal contemporâneas terminam após terem sido alcançados progressos suficientes em relação aos objectivos iniciais. Independentemente da abordagem, podem prever-se durações mais longas com casais para os quais as disfunções individuais, relacionais ou sistémicas mais amplas são mais graves, mais complexas ou generalizadas em vários domínios, ou mais enraizadas ao longo do tempo.
A distinção de Gurman entre os objectivos mediadores e os objectivos finais do tratamento também fornece um heurístico útil para ver as abordagens de curto e longo prazo. Por exemplo, quando os factores de stress situacionais comprometem o funcionamento dos parceiros e o bem-estar do casal, os objectivos iniciais podem envolver a resolução desses factores de stress para obter um efeito directo (e potencialmente suficiente) na redução da angústia do casal. No entanto, se no decorrer desse trabalho o terapeuta determinar que as experiências traumáticas de desenvolvimento individual mediam o impacto dos stressores actuais no funcionamento individual e relacional, então a redução do stress pode passar a ser um objectivo intermédio e o objectivo "final" pode ser reconceptualizado como reprocessamento emocional ou cognitivo de experiências traumáticas para reduzir ou resolver a sua contribuição para padrões recorrentes de vulnerabilidade ou reactividade exagerada. Em última análise, a formulação dos objectivos do tratamento e as decisões relacionadas com a terminação reflectem inevitavelmente uma interacção evolutiva entre a abordagem terapêutica e os valores, aspirações e recursos dos próprios casais.

## Elementos emergentes
Nas terapias de casal contemporâneas, está também a surgir uma série de elementos novos e excitantes.

### Tecnologia
A pandemia de Covid-19 potenciou uma tendência já em desenvolvimento na terapia de casal para a telessaúde e para a utilização de meios electrónicos como extensões da terapia. Grande parte da terapia de casal realizada durante a pandemia passou a ser feita por videoconferência e parece que a videoconferência continuará a ser um formato importante para a terapia de casal. Os terapeutas precisavam de aumentar e adaptar os seus métodos a um contexto em que as reuniões presenciais não eram possíveis. Rapidamente, surgiram vários conjuntos de directrizes úteis para a teleterapia relacional. A maioria dos terapeutas de casal relata que a terapia virtual parece funcionar tão bem quanto a terapia presencial. Além disso, a terapia de casal por videoconferência às vezes pode ser a única alternativa viável às sessões presenciais (por exemplo, quando os parceiros estão geograficamente separados por trabalho, implantação ou outros fatores). A videoconferência resolve um dos maiores constrangimentos da terapia de casal que, historicamente, fez com que muitos dos que poderiam beneficiar da terapia de casal não a procurassem - nomeadamente, o controlo individual sobre a hora e o local do encontro. Para muitas pessoas, é mais fácil reunir-se virtualmente a partir de casa ou do trabalho, e os terapeutas podem muitas vezes ser mais flexíveis na marcação de sessões neste formato. Pode ser relativamente fácil reunir um casal num espaço virtual, e muitas vezes é muito mais difícil fazê-lo pessoalmente. (Deve também acrescentar-se que para alguns, como muitos clientes potenciais mais velhos e economicamente desfavorecidos, a videoconferência constitui um constrangimento adicional em termos de acessibilidade).
Muitos escritos recentes sobre terapia de casal referem-se a estes métodos de videoconferência, agora omnipresentes. Ainda não se escreveu muito sobre questões especiais que surgem na terapia de casal por videoconferência, tais como métodos especiais para trabalhar com conflitos à distância, directrizes para trabalhar com a violência entre parceiros íntimos e questões de privacidade. Quanto aos resultados da terapia de casal por videoconferência em comparação com a terapia de casal presencial, temos de aguardar os dados, não só para a questão global do impacto, mas também para saber se existem diferenças de impacto entre os tipos de casais (por exemplo, por área problemática ou demografia), bem como para os dados do processo, como a qualidade da aliança terapêutica entre estes formatos.
Para além da utilização de serviços de videoconferência para a terapia de casal, existe um entusiasmo crescente considerável no que diz respeito à aplicação de recursos baseados na Web como adjuvantes do tratamento. Modelos na vanguarda tecnológica, como a terapia do método Gottman, agora aumentam regularmente a terapia de casal com materiais psicoeducativos online, lembretes para se envolver em comportamentos prescritos e até mesmo medidas fisiológicas da excitação autonómica dos parceiros.

### Terapia de casal e redes sociais
A terapia de casal é cada vez mais uma prática baseada em evidências. No entanto, paralelamente, a terapia de casal é agora frequentemente identificada pelos consumidores leigos, não pelas suas variações baseadas em provas, mas pela sua divulgação através dos meios de comunicação social populares. A medida em que essas representações da terapia de casal são fundamentadas na prática avançada da terapia de casal varia. Por exemplo, Perel baseia-se em tradições bem conhecidas da terapia de casal psicanalítica e da prática sistémica. Real também se baseia nas tradições da terapia de casal feminista e no tratamento do trauma relacional. E Gottman e Gottman e Johnson, criadores das principais formas de terapia de casal, passaram a fornecer aspectos altamente acessíveis da terapia de casal em podcasts e outros novos meios de comunicação. Da mesma forma, Solomon et al. adaptaram e popularizaram uma versão da terapia sistémica integrativa na sua abordagem aos jovens em relacionamentos. Ainda assim, não podemos deixar de notar que existem inúmeros exemplos de pessoas conhecidas e personalidades da Internet que, de repente, se transformam em treinadores de relacionamentos, oferecendo conselhos, com base na sua noção pessoal de como viver uma vida relacional (não surpreendentemente, a maioria destes inclina-se para o dramático). Da mesma forma, alguns dos guias mais vendidos para casais (por exemplo, "Os homens são de Marte, as mulheres são de Vénus", de Gray, em 1992, e "As cinco linguagens do amor", de Chapman, em 1992) são inconsistentes com a investigação da ciência relacional. É uma altura de grande atenção à terapia de casal e uma altura em que ter consumidores informados é essencial para ajudar os potenciais clientes a separar o que é fundamentado e o que é performance.

### Tratamentos específicos para problemas e populações específicas
Tradicionalmente, a terapia de casal tem sido vista sobretudo como um processo destinado a melhorar a satisfação da relação ou, pelo menos, a decifrar a viabilidade das relações de compromisso. No entanto, nos últimos 20 anos, foram desenvolvidas e amplamente divulgadas terapias de casal centradas em problemas tradicionalmente vistos como residindo nos indivíduos. Baucom |número-autores=et al. fazem uma distinção útil entre as intervenções assistidas pelo parceiro e as intervenções centradas na perturbação, direccionadas para problemas individuais. Nas intervenções assistidas por parceiros, o parceiro é recrutado para ajudar no processo de reforço e apoio ao tratamento activo do problema individual. Em contrapartida, no tratamento específico da perturbação, o tratamento em si é uma terapia de casal adaptada aos tipos particulares de dinâmica de casal susceptíveis de ocorrer no contexto do problema individual do parceiro.
Hoje em dia, dada a predominância das terapias cognitivo-comportamentais para o tratamento de perturbações individuais, os tratamentos de casal de problemas individuais são também maioritariamente cognitivo-comportamentais na sua abordagem. No entanto, outros modelos, como a terapia de casal centrada na emoção, começaram a falar de tais utilizações da terapia de casal em várias perturbações específicas e poder-se-ia prever que tais aplicações de outros modelos teóricos de terapia de casal para tratar problemas individuais emocionais ou de saúde física continuarão a proliferar.
Os casais recorrem frequentemente à terapia para receberem assistência em questões relacionadas com a parentalidade dos seus filhos ou adolescentes. Os programas tradicionais de educação parental, embora promovam a positividade nas interacções entre pais e filhos, dão apenas uma atenção limitada à relação entre os pais. Muitos modelos de terapia familiar para pais e adolescentes com várias perturbações (por exemplo, perturbação da conduta ou abuso de substâncias) também não dão a devida atenção à própria relação de casal e às suas influências recursivas sobre e a partir dos comportamentos do adolescente. É inevitável que os pais tenham ocasiões de desacordo ou outros desafios quando criam os filhos juntos. Os desafios do casal associados aos comportamentos dos filhos tornam-se mais frequentes, graves e difíceis de resolver quando os filhos têm os seus próprios problemas individuais - quer estes assumam a forma de perturbações de internalização, externalização ou de neurodesenvolvimento. As exposições de terapia de casal com pais de jovens com perturbações emocionais ou comportamentais têm sido notoriamente raras, e há necessidade de uma estrutura geral para adaptar as intervenções aos casais que lutam com estas preocupações comuns.

### Chegar a um leque mais alargado de casais
À medida que a cultura e o género se tornaram considerações mais centrais na terapia de casal, as abordagens que tratam explicitamente de questões de diversidade também surgiram e ganharam maior força. Exemplos incluem as discussões de terapia com casais LGBTQ, intervenções envolvendo a sexualidade e terapia dirigida a casais de grupos étnicos específicos. Não se pode subestimar a mudança radical que esteve envolvida. As generalizações sobre os casais e sobre as intervenções mais úteis com eles são agora reforçadas com uma apreciação muito maior das diferenças entre os casais e como estas podem ser melhor atendidas.
As antigas formulações de relações ou directrizes para a terapia devem agora ser vistas através de novas lentes. A evolução do leque de casais abrangidos pelo campo da terapia de casal tem sido enorme. Por exemplo, hoje em dia, quase todas as abordagens teóricas à terapia de casal abordam explicitamente questões de aplicabilidade aos casais LGBTQ e a maioria começou a alargar-se para incluir o mundo mais amplo e emergente da sexualidade nos casais. Este alargamento da visão de quem está envolvido na terapia de casal também revelou pressupostos ligados à cultura e levou a adaptações e avanços nos modelos centrais da terapia de casal, tanto no seu desenvolvimento como na sua aplicação.

### A interface com a educação relacional
A educação relacional tem uma longa e distinta história, pois desenvolveu-se em paralelo com a terapia de casal. Ultimamente, os programas de educação e enriquecimento de relacionamentos tornaram-se omnipresentes. Isso promoveu conversas animadas sobre quais casais (ou parceiros individuais) são mais apropriados para qual atividade, sobre os limites difusos entre educação e tratamento e como gerenciar ou otimizar a interface entre eles. Se em tempos era claro que a terapia de casal se destinava a casais em dificuldades e a educação para a relação visava a preparação e o enriquecimento de relações que funcionassem melhor, esta fronteira tornou-se muito mais fluida. Além disso, vários modelos de terapia de casal - por exemplo, a terapia de casal comportamental integrativa e a terapia de casal emocionalmente focada- descrevem adaptações desses modelos destinadas a programas de educação psicoeducacional em pessoa, por videoconferência ou online autodirigidos. E há um movimento crescente em direção à educação de relacionamentos envolvendo indivíduos que não estão atualmente em relacionamentos para que possam desenvolver relacionamentos mais saudáveis.

### A ênfase crescente na aceitação
A aceitação passou a ocupar um lugar muito mais proeminente em vários métodos de terapia de casal, incluindo a terapia de casal integrativa-comportamental, a terapia do método Gottman, a terapia de casal de aceitação e compromisso e a terapia de casal baseada na mentalização. Em tempos, a mudança era o foco de todas as terapias de casal; agora, muitas procuram principalmente promover a aceitação mútua, ao mesmo tempo que facilitam uma estrutura para a mudança.

### Terapeutas colaborativos
De um modo geral, o campo passou de visões implícitas de uma relação terapeuta-casal algo hierárquica para uma postura muito mais colaborativa. Uma postura colaborativa vai muito além dos elementos de promoção de uma aliança terapêutica inicialmente identificados na terapia individual centrada no cliente (i.e., genuinidade, cordialidade e consideração positiva não contingente). Em vez disso, a colaboração estende-se à co-construção de objectivos terapêuticos que incorporam os pontos de vista dos parceiros sobre a saúde individual e da relação, os seus valores enraizados nas suas histórias de desenvolvimento únicas e em contextos culturais mais amplos, e as suas próprias prioridades relativamente ao equilíbrio dos interesses individuais e da relação na determinação de como seleccionar e sequenciar os objectivos e métodos de tratamento.

### Abordagem da sexualidade
A sexualidade é claramente um aspecto central da vida relacional, tanto em si mesma como na sua associação com a vinculação. Por isso, é um pouco desconcertante o facto de, na maioria dos modelos de terapia de casal, ser abordada de forma tão tangencial. Em particular, este componente central das relações é abordado principalmente em discussões específicas sobre a sexualidade e frequentemente sobre casais LGBTQ. Apesar da atenção limitada à sexualidade em muitos modelos de tratamento, tem havido uma revolução na consideração da sexualidade quando se trabalha com casais. Os terapeutas de casais precisam de desafiar as suas próprias atitudes ou pressupostos implícitos, e expandir a sua base de conhecimentos e conjuntos de competências, quando abordam a sexualidade no trabalho com casais com minorias sexuais e de género. Da mesma forma, os terapeutas precisam de se familiarizar e sentir-se à vontade para discutir aspectos da sexualidade que podem variar em populações específicas - como adultos mais velhos, casais que enfrentam problemas médicos específicos ou casais que se envolvem em formas de sexualidade menos frequentes. A terapia de casal em torno de questões de sexualidade evoluiu para além da abordagem de disfunções sexuais específicas e, em vez disso, abraça agora objectivos mais amplos de promoção de uma maior consciência sexual, melhorando a capacidade de resposta sexual e aumentando a intimidade e o prazer sexual que podem beneficiar qualquer casal.

### Acompanhar o ciclo de vida
Tanto os desafios como os benefícios de ser um casal variam ao longo do ciclo de vida. A maioria dos modelos de terapia de casal tem-se centrado implicitamente nos casais de meia-idade, e as questões específicas e as estratégias de intervenção que enfatizam nem sempre se generalizam aos casais mais jovens, no início do seu desenvolvimento individual e relacional, nem aos casais mais velhos, para os quais os desafios e recursos individuais e relacionais mudam frequentemente. A boa notícia aqui é que muitos modelos evoluíram para incorporar o desenvolvimento do casal ao longo do tempo como parte de sua visão. Para além disso, está a emergir um maior enfoque em fases específicas do desenvolvimento e nas questões típicas dos casais relacionadas com essas fases da vida (ver, por exemplo, Solomon et al., sobre adultos emergentes; e Knight, sobre adultos mais velhos). Estes incluem a atenção a questões especiais em casais mais velhos, as questões e desafios únicos com que se confrontam os casais que vivem em família adoptiva e os casais mais jovens - particularmente em torno das decisões de formalizar uma relação de compromisso ou de transição para a parentalidade. Foram desenvolvidas intervenções específicas para casais em fases específicas do ciclo de vida. De uma perspectiva mais ampla, a questão de como manter os relacionamentos vitais e conectados ao longo da vida está subjacente à maioria das terapias de casal.

### Divórcio
Para onde vai o divórcio na terapia de casal? Considerado durante muito tempo como um resultado negativo e desastroso, o divórcio é actualmente visto como um potencial caminho positivo para os casais, embora repleto de desafios. Recentemente, foram desenvolvidas novas versões de intervenção para ajudar os casais que enfrentam a possibilidade de divórcio. Por exemplo, Doherty e Harris oferecem aconselhamento de discernimento direccionado para aqueles que ainda não estão prontos para a terapia de casal, que são ambivalentes ou têm agendas mistas sobre se se querem divorciar, para ajudar os parceiros a decidir se é indicado trabalhar mais na sua relação em terapia de casal. A forma de trabalhar com as pessoas que estão a considerar o divórcio, com o terapeuta a encontrar uma posição equilibrada em relação aos casais que permanecem juntos ou que se separam, tornou-se um aspecto essencial da terapia de casal. Assim como ajudar aqueles que decidem se divorciar a buscar os melhores resultados para si e para as crianças que podem ser afetadas. Os casais muitas vezes imaginam que a terapia de casal termina se decidirem se divorciar, mas a "terapia de divórcio" é paradoxalmente uma parte essencial do repertório do terapeuta de casal qualificado.
Intimamente relacionadas estão as terapias focadas naquilo a que Fraenkel chama casais de "última oportunidade". Estes casais já estão à beira do divórcio e, se a terapia tem como objectivo reinventar a relação, pode ser necessário um processo mais radical do que na terapia de casal típica.

## Desafios adicionais
As terapias de casal contemporâneas enfrentam numerosos desafios - alguns que perduram desde o início do campo (por exemplo, atenção às diferenças individuais e questões de diversidade; equilibrar as intervenções para abordar fontes de angústia intrapessoais, diádicas e sistémicas mais amplas) - e outros mais recentes (por exemplo, integrar a tecnologia; assegurar o reconhecimento nos sistemas de saúde públicos e privados). Alguns desafios estão explícitos ou implícitos em partes anteriores deste documento (por exemplo, decisões sobre quem incluir na terapia de casal; o equilíbrio entre aceitação e mudança; ou dilemas éticos específicos). Para além destes, dois desafios adicionais merecem ser considerados.

### Manutenção dos ganhos
Um desafio crucial para a terapia de casal é a manutenção dos ganhos terapêuticos. A investigação demonstrou que a terapia de casal é altamente eficaz na melhoria da satisfação da relação na maioria dos casais a curto prazo, mas vulnerável ao retorno dos problemas a longo prazo (ou seja, 2 anos ou mais após o término). A partir dos poucos ensaios clínicos controlados de terapia de casal e de uma avaliação não controlada que examina os resultados do casal 4-5 anos após o pós-tratamento, a evidência mostra que a deterioração ou o divórcio ocorre em cerca de 35%-50% dos casais. As excepções a esta conclusão geral, como o ensaio controlado de Snyder et al. sobre a terapia orientada para o insight, que produziu uma taxa de deterioração/divórcio de 20% 4 anos após o tratamento, não foram reproduzidas.
Além disso, as relações de casal evoluem e as diferentes fases do ciclo de vida geram problemas diferentes. Assim, não seria inesperado que um casal que tenha resolvido problemas numa determinada fase da vida volte a ter problemas anteriores ou que surjam problemas diferentes à medida que o tempo passa, que os acontecimentos ocorrem e que surgem novas circunstâncias. Por esta razão, a maioria das terapias de casal contemporâneas incluem algumas intervenções específicas antes do término, com o objectivo de lidar com questões que possam surgir no futuro. No entanto, apesar do seu óbvio apelo intuitivo, a eficácia dessas intervenções na prevenção ou redução da deterioração futura ou do divórcio permanece desconhecida.

### Valores dos clientes
Os casais existem num contexto sócio-ecológico e histórico mais vasto. O mesmo acontece com os vários modelos de terapia de casal destinados a tratar o sofrimento do casal e a promover o bem-estar individual e da relação. Dito isto, os contextos em que várias intervenções baseadas no casal foram desenvolvidas, e em que os terapeutas de casal são formados, podem não reflectir os contextos diversos e emergentes que moldam o conjunto de valores que cada parceiro traz para a terapia. Como é que os terapeutas de casal podem conduzir uma terapia eficaz num mundo em que os valores diferem tanto dentro dos casais e entre eles?
Por exemplo, que processos são considerados essenciais para o sucesso das relações? Que grau de proximidade ou de distância é considerado óptimo ou aceitável? O que fazer quando um aspecto da vida relacional é problemático e outros são satisfatórios? Até que ponto se deve lutar por aquilo que Finkel descreve como o "casamento tudo ou nada", em que as relações são vistas como tendo de satisfazer todas as necessidades individuais? Em que altura é que o divórcio é visto como uma opção bem ponderada? Em que medida é que as expectativas de relações bem sucedidas variam consoante o contexto cultural? Em que momento é que uma boa terapia implica desafiar as expectativas culturais em torno de questões como a desigualdade de género e a violência relacional?
Doherty e Lebow escreveram extensivamente sobre o papel crucial dos valores do cliente e do terapeuta na terapia de casal e sobre as formas complexas e muitas vezes não articuladas em que os valores do terapeuta influenciam a prática. Os terapeutas LGBTQ e aqueles de vários contextos culturais acrescentaram diversos pontos de vista a essa discussão. A terapia de casal e, mais importante ainda, os terapeutas de casal devem permanecer conscientes, flexíveis e receptivos às formas como os valores impactam a terapia - principalmente em um mundo em que tanto os modelos conceituais quanto as intervenções relacionadas são aplicados em diversas populações e culturas com crenças e costumes centrais dramaticamente diferentes.

### Vida pandémica e pós-pandémica
É difícil especificar com precisão a forma como a pandemia de Covid-19 afectou os casais e a terapia de casal, para além de observações simples como o aumento da utilização da teleterapia. No entanto, é evidente que houve efeitos profundos. Muitas das intervenções padrão tiveram de ser adaptadas em resposta ao aumento dramático dos níveis de stress e constrangimentos individuais e relacionais provocados pela pandemia. Embora os relatórios sobre a satisfação dos casais e as taxas de divórcio durante os primeiros dois anos da pandemia sejam contraditórios, não há dúvida de que, para os casais vulneráveis, tanto as estratégias de enfrentamento como os recursos externos se tornaram mais restritos e menos suficientes. Isto exigiu uma visão alargada da terapia de casal durante a pandemia e no seu rescaldo. O esquema conceptual pode permanecer em grande parte o mesmo - a paleta terapêutica adaptou-se aos tempos, mas a terapia de casal está a adaptar-se. Especificamente, a observação sugere que os temas outrora identificados com a terapia existencial parecem estar em ascensão, tal como aconteceu noutros períodos turbulentos.

### Inclusão na cobertura dos cuidados de saúde
A terapia de casal conseguiu ser amplamente divulgada como o tratamento preferido para aqueles que se deparam com dificuldades relacionais nos Estados Unidos e em grande parte do mundo. Este feito é particularmente notável, dado que a terapia de casal é objecto de pouca atenção na maioria dos sistemas de seguros e de saúde. Por exemplo, não existe actualmente um código CPT (Current Procedural Terminology) separado para a terapia de casal (deixando o serviço codificado como "terapia familiar"). São necessários melhores procedimentos para codificar a terapia de casal e os problemas de relacionamento entre casais nos sistemas de saúde, bem como um reconhecimento formal da relação custo-eficácia e dos benefícios terapêuticos da terapia de casal para um amplo espectro de preocupações individuais de saúde física e mental de ambos os parceiros e dos seus descendentes. Uma estimativa concluiu que a terapia de casal é rentável quando paga pelo governo para reduzir os custos públicos do divórcio ou quando reembolsada pelas seguradoras para compensar o aumento das despesas de saúde associadas ao divórcio. Outros argumentos a favor da cobertura dos cuidados de saúde para a terapia de casal incluem a compensação directa dos custos médicos e o facto de as companhias de seguros já considerarem rentável o reembolso para a prevenção de outros problemas de saúde e psicológicos.

## Comentários finais
Este é um momento emocionante na evolução da terapia de casal! Colectivamente, existe uma profundidade e variedade notáveis nas abordagens actuais da terapia de casal. Numerosas abordagens oferecem a integração de princípios informados por evidências com a sabedoria clínica no melhor da tradição cientista-praticante. Com uma base cada vez maior na ciência relacional e na evidência de sua eficácia, essas abordagens continuam a amadurecer em seu desenvolvimento. Existe uma diversidade nas abordagens mais proeminentes, mas também uma compreensão emergente e partilhada dos processos do casal e dos princípios fundamentais subjacentes às intervenções baseadas no casal. Tanto os clínicos estabelecidos como os que estão em formação podem beneficiar da expansão das suas próprias lentes teóricas para examinar os pontos fortes relativos, bem como as limitações, das respectivas abordagens, de modo a permitir que o seu próprio repertório clínico evolua, melhorando também as suas competências para lidar com as complexidades dos desafios dos casais de uma forma potencialmente mais diferenciada e eficaz.